# Außerordentliche Wahl zum Senat der Vereinigten Staaten in Missouri 2002
Die außerordentliche Wahl des Senatssitzes der Klasse I im US-Bundesstaat Missouri fand am 5. November 2002 statt.
Jim Talent gewann die Wahl und ist damit einer von zwei Senatoren im Senat der Vereinigten Staaten für Missouri.

## Hintergrund
Im Jahr 2000 kandidierte Mel Carnahan für einen Sitz im US-Senat und forderte John Ashcroft, den Amtsinhaber, heraus. Nur drei Wochen vor der Wahl kamen sowohl er als auch sein jüngster Sohn Roger am 16. Oktober 2000 bei einem Flugzeugabsturz ums Leben.
Gouverneur Roger B. Wilson ernannte daraufhin seine Ehefrau Jean Carnahan als Ersatz für ihren verstorbenen Ehemann zur Senatorin. Am 3. Januar 2001 trat sie ihr Amt an und amtierte knapp zwei Jahre bis zur Nachwahl am 5. November 2002. Diese war nötig, da Carnahan nur zur Senatorin ernannt worden und nicht tatsächlich gewählt worden war. Sie kandidierte erneut für das Amt des US-Senators, unterlag jedoch dem Republikaner James Matthes Talent.

## Ergebnis
Bei der Sonderwahl („special election“) am 5. November 2002 entfielen 48,7 % auf die demokratische Amtsinhaberin, 49,8 % auf den republikanischen Herausforderer. Der Unterschied betrug rund 22.000 Wählerstimmen oder 1,2 Prozentpunkte.